# Juan Pablo Fusi
Pour les articles homonymes, voir Fusi.
Juan Pablo Fusi Aizpurua, né le 24 septembre 1945 à Saint-Sébastien, est un historien espagnol, spécialisé dans l'histoire de l'Espagne contemporaine et, plus spécialement des nationalismes.

## Formation
Il est diplômé de l'université complutense de Madrid en histoire (maîtrise) et il est docteur en philosophie et lettres (histoire) de cette même université. 
Il est aussi docteur en philosophie de l'université d'Oxford et il a reçu le titre de docteur honoris causa en sciences humaines à l'université de New York.

## Activité enseignante
Juan Pablo Fusi est actuellement professeur d'histoire à l'université complutense de Madrid où il enseigne l'histoire contemporaine depuis 1988. Il a consacré une grande partie de sa vie à enseigner dans les principales universités espagnoles et anglo-saxonnes. 
Il a été professeur à l'université San Pablo-CEU et dans les universités de Murcie, Cantabrie et du Pays basque.
Entre 1976 et 1980, il fut directeur du Centre d'études ibériques du St Antony's College de l'université d'Oxford.

## Autres activités
Juan Pablo Fusi a été directeur de la Bibliothèque nationale d'Espagne entre 1986 et 1990.

## Publications
- Spain: Dictatorship to Democracy. London: Routledge. 1979 (avec Raymond Carr)
- El País Vasco. Pluralismo y nacionalidad (1983)
- Franco, autoritarismo y poder personal (1985) Madrid : Suma de Letras, 2001  (ISBN 84-663-0185-2) Taurus Ediciones, 1995.  (ISBN 84-306-0053-1)
- España 1808-1996. El desafío de la modernidad (avec Jordi Palafox, 1997)
- España, la evolución de la identidad nacional (1999)
- Un siglo de España. La cultura (2000).
- La España del siglo XX (avec S. Juliá, J.L. García Delgado and J.C. Jiménez, 2003)
- El País Vasco 1931-37.  Autonomía. Revolución.  Guerra Civil (2003)
- El malestar de la modernidad. Cuatro ensayos sobre historia y cultura (2004)
- Identidades proscritas. El no nacionalismo en sociedades nacionalistas (2006).